# Busko-Zdrój
Busko-Zdrój (AFI: [ˈbuskɔ ˈzdrui̯]) es una ciudad situada en el Voivodato de Santa Cruz, Polonia. Es la capital del condado de Busko. Su población es de 17 363 habitantes, según el censo de 2004.

## Historia
El origan de Busko se remonta al siglo XII, cuando un grupo de pastores se asentaron alrededor de la Iglesia de San Leonardo. En 1185, el caballero Dersław, propietario de Busko y sus alrededores, llevó monjas premonstratenses a esas tierras, y les dejó en herencia sus propiedades al morir en 1241.
En 1251, la ciudad recibió los privilegios del rey Boleslao V el Casto que permitían al convento el uso de agua de agua salada. Esta es la primera vez que se tiene constancia del uso de aguas minerales en Busko.
En 1287, el rey Leszek II el Negro le concedió a la ciudad derechos cívicos. La localización de la ciudad, ventajosa para las rutas comerciales, condujo al rey Vladislao II de Polonia a conceder a los burgueses locales el derecho a tener un mercado semanal y dos ferias anuales a partir de 1412. Los siglos XV y XVI fueron considerados como el apogeo de la ciudad, cuando se hizo famosa por su comercio y producción textil.

## Galería

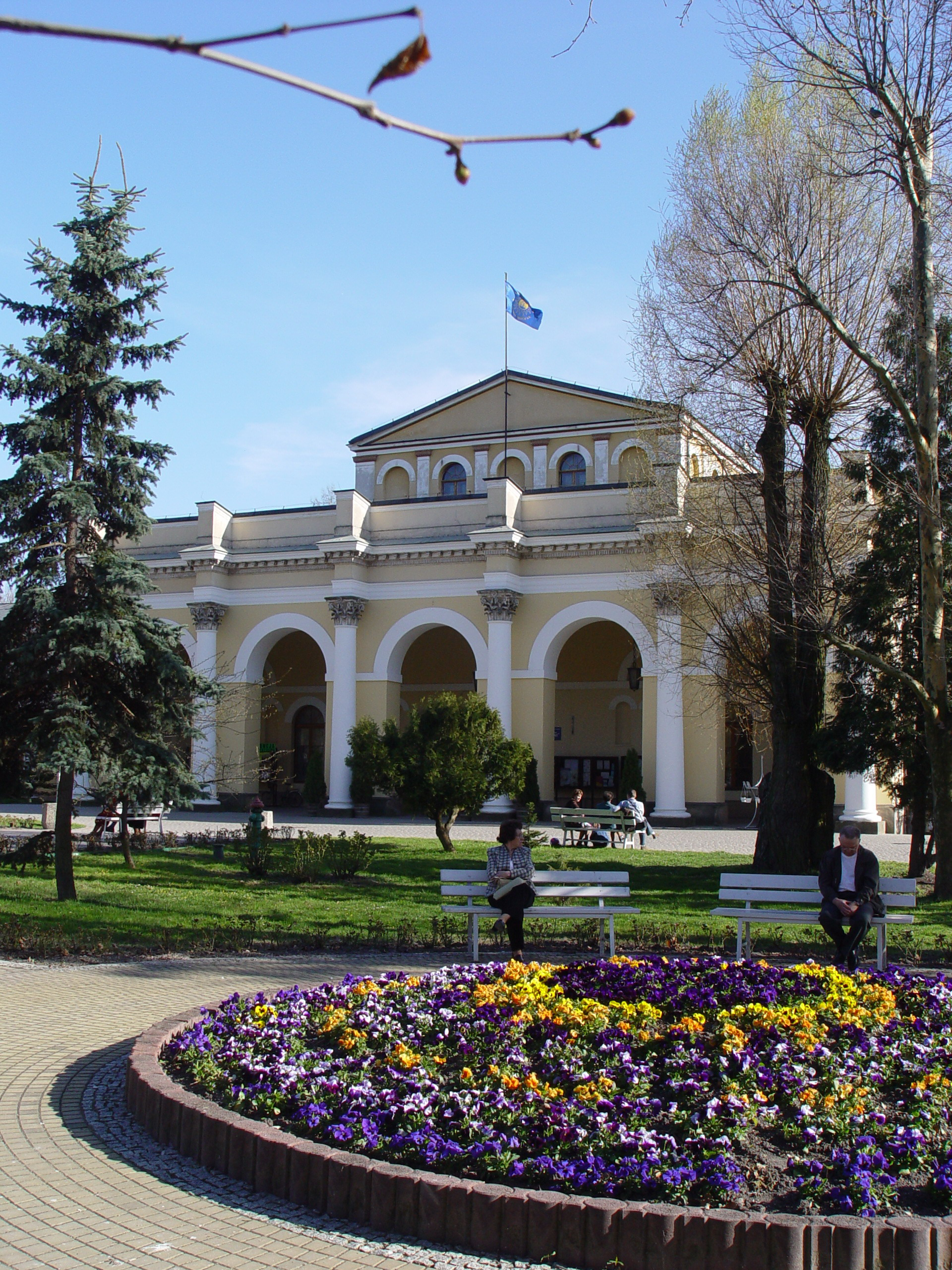
Casa de spa diseñada por Enrico Marconi.
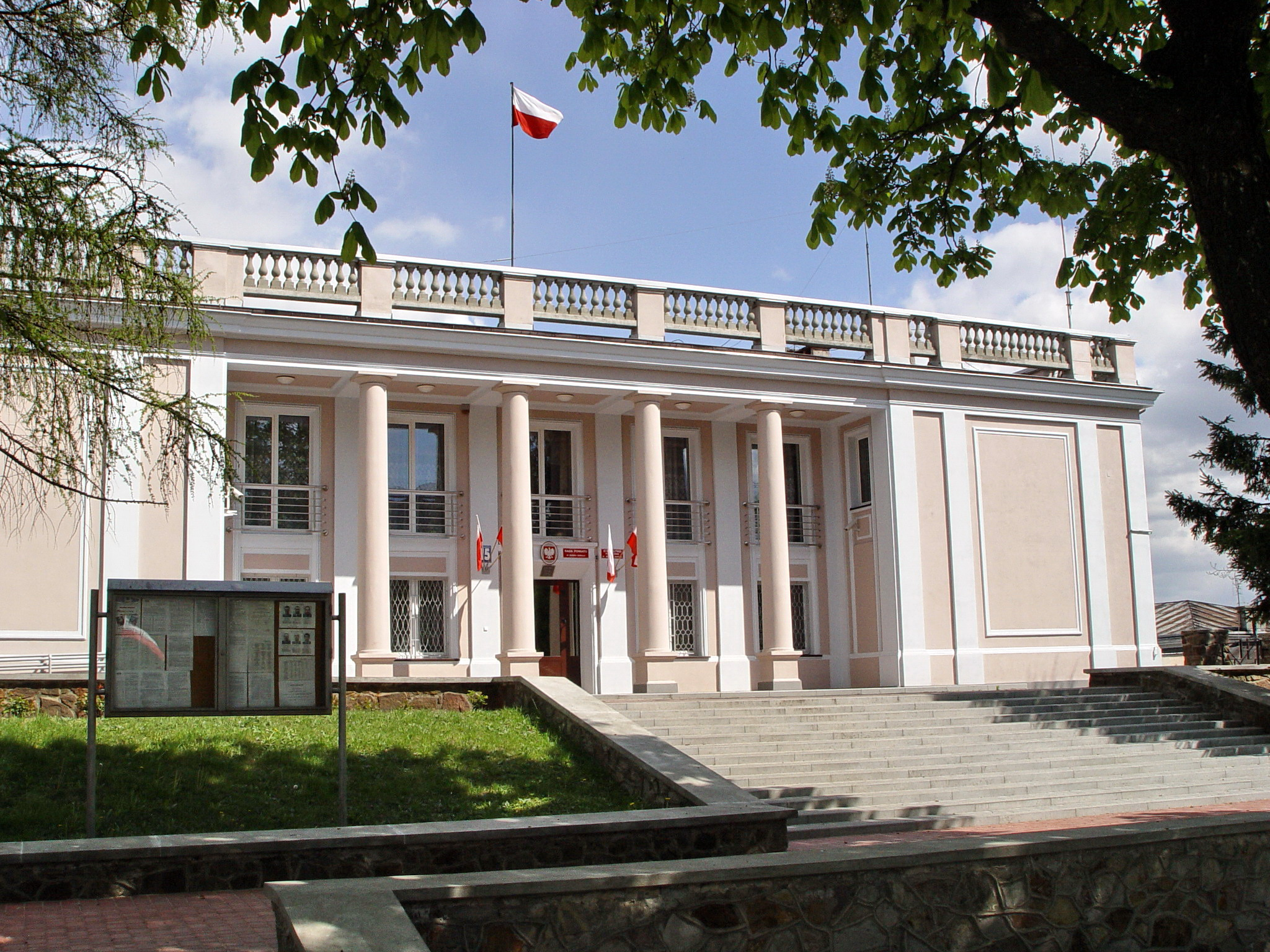
Edificio de la administración del condado.